# رويال تايلر
رويال تايلر (بالإنجليزية: Royall Tyler) (18 يونيو 1757- 26 أغسطس 1826) هو محام أمريكي وكاتب مسرحي، وُلد في بوسطن وتخرج من جامعة هارفارد في عام 1776، ثم خدم في حرس ماساتشوستس الوطني أثناء الثورة الأمريكية.
قُبل في نقابة المحامين في عام 1780، وأصبح محاميًا وأنجب أحد عشر طفلًا. وفي عام 1801، عُيّن قاضيًا في المحكمة العليا في فيرمونت.
كتب في تلك الفترة مسرحيةً كوميديةً بعنوان النقيض؛ والتي عُرضت في عام 1787 في مدينة نيويورك بعد وقت قصير من تنصيب جورج واشنطن رئيسًا للمؤتمر الدستوري.
تُعتبر هذه المسرحية أول عمل كوميدي أمريكي حظي بإنتاج احترافي. حضر جورج واشنطن العرض الذي لقي استحسانًا كبيرًا، وأصبح تايلر من مشاهير الأدباء.

## بداية حياته
وُلد تايلر في بوسطن في ولاية ماساتشوستس في 18 يونيو عام 1757، وكان ابن التاجر الثري والشخصية السياسية رويال تايلر (توفي عام 1771) وماري (ستيل) تايلر.
التحق بمدرسة بوسطن اللاتينية (أقدم مدرسة عامة في أمريكا وكانت معقلًا لتعليم أبناء النخبة في بوسطن) وجامعة هارفارد، حيث اكتسب سمعة الهزلي سريع البديهة، وكان كريستوفر غور زميله في السكن في جامعة هافارد.

## خدمته العسكرية
بعد تخرجه من جامعة هارفارد في عام 1776، خدم تايلر لفترة قصيرة في حرس ماساتشوستس الوطني أثناء الثورة الأمريكية، وشارك مع جون هانكوك في حملة رود آيلاند.

## بداية حياته المهنية
في أواخر عام 1778، بدأ دراسة القانون مع فرنسيس دانا. قُبل في نقابة المحامين علم 1780، وتدرب في مدينة بورتلاند في ولاية مين قبل انتقاله إلى مدينة برينتري، ماساتشوساس.
في برينتري، أقام تايلر مع ماري وريتشارد كرانش. كانت ماري كرانش شقيقة أبيجيل آدامز (زوجة رئيس الولايات المتحدة الثاني جون آدمز)، وسرعان ما تقابل تايلر مع الرئيس جون كوينسي آدامز (الرئيس السادس للولايات المتحدة الأمريكية وابن جونز آدامز) وتقرب إليه، وآبيجيل («نابي») (ابنة رئيس الولايات المتحدة الثاني جون آدامز)، التي تودد لها.
عُرف تايلر بإسرافه في الجامعة، وقيل إنه بدد نصف ميراثه في الحفلات ومتاجر الشراب وملاحقة النساء بعد وفاة والده.
كتبت آبيجيل آدامز في رسالة إلى زوجها جون آدامز تتحدث فيها عن تايلر «رغم كونه شخصًا مقبولًا ذو رغبة جامحة ومخيلة خصبة، كان تايلر مهملًا في متابعة عمله، وضيّع سنتين أو ثلاث سنوات من حياته والكثير من ثروته ليسبغ على نفسه مظهر الاستحسان؛ وكلها يتحسر عليها الآن دون أن يقدر على استعادتها».
بدا أن جون كوينسي آدامز استمتع بصحبة تايلر، لكنه شكك بنزاهته ولم يعتقد بأنه شخص مناسب للزواج، وفي نهاية المطاف أنهت نابي آدامز علاقتها بتايلر لتأخذ موقفًا مماثلًا لوالديها وشقيقها.
خدم تايلور مجددًا في الميليشيا في عام 1787 كمرافق شخصي (ياور) لبنيامين لينكون أثناء قمع تمرد شايز، وأُرسل بعد فرار المتمردين إلى ولاية فيرمونت للتفاوض من أجل القبض عليهم.
كان تايلر صديقًا لجوزيف بيرس بالمر (ابن العميد في حرب الاستقلال الأمريكية جوزيف بالمر) وزوجته إليزابيث هنت، وأقام في منزلهم المؤجَّر في بوسطن.
في عام 1796 تزوج تايلر من ابنتهما ماري، التي كانت أصغر منه بثمانية عشر عامًا، وانتقلا للعيش في بلدة غويلفورد في ولاية فيرمونت، ثم انتقلا إلى براتلبورو في عام 1801، وأنجبا أحد عشر طفلًا: رويال (وُلد 1794 وتوفي في الجامعة) وجون (وُلد 1796) وماري (1798) وإدوارد (1800) وويليام (1802) وجوزيف (1804) وإميليا (1807) وجورج (1809) وتشارلز رويال (1812) وتوماس (1815) وأبييل (1818-1832)، وقد امتلك العديد من أبناء تايلر مسيرةً مهنية بارزة، وأصبح أربعة منهم أعضاء في الإكليروس (رجال الدين المسيحي).
عاشت ماري بالمر تايلر 91 عامًا، وتوفيت في براتلبورو في 13 يوليو 1866، ودُفنت بجوار زوجها.

## وصلات خارجية
- رويال تايلر على موقع أرشيف الشارخ.
- رويال تايلر على موقع الموسوعة البريطانية (الإنجليزية)
- رويال تايلر على موقع قاعدة بيانات برودواي على الإنترنت (الإنجليزية)
- رويال تايلر على موقع إن إن دي بي (الإنجليزية)

- مؤلفات رويال تايلر في مشروع غوتنبرغ (بالإنجليزية)
- Tyler's Historical Marker نسخة محفوظة 2 مارس 2006 على موقع واي باك مشين. (بالإنجليزية)
- Judge Royall Tyler in The House of the Seven Gables نسخة محفوظة 5 فبراير 2015 على موقع واي باك مشين. (بالإنجليزية)
- Prior Convictions, a The New Yorker article that discusses The Algerine Captive and Royall's life (بالإنجليزية)